# Tyberiusz Klaudiusz Neron
Tyberiusz Klaudiusz Neron (ok. 85 – 33 p.n.e.) – arystokrata rzymski z rodu Klaudiuszy. Był potomkiem konsula – pierwszego Tyberiusza Klaudiusza Nerona, syna cenzora Appiusza Klaudiusza Ślepego. Jego ojcem był Druzus Klaudiusz Neron, który służył w armii Pompejusza. Jego matka również pochodziła z rodu Klaudiuszy. 
Poślubił swoją kuzynkę Liwię Druzyllę, miał z nią dwóch synów Tyberiusza i Druzusa. W 38 p.n.e., kiedy Liwia była w ciąży z ich drugim dzieckiem, zakochał się w niej Oktawian August, który doprowadził do rozwodu pary, a następnie sam poślubił Liwię. Kiedy Liwia urodziła Druzusa, August odesłał go do ojca i tak Tyberiusz Klaudiusz Neron wychowywał obu synów na zwolenników Republiki. Po jego śmierci synowie zamieszkali z matką.
Małżeństwa i dzieci:
- Liwia Druzylla
  - Tyberiusz – cesarz rzymski (14-37)
  - Druzus – ojciec Klaudiusza – cesarza (41-54)